# Jesień Czejenów
Jesień Czejenów (ang. Cheyenne Autumn) – amerykański western z 1964 roku. Scenariusz do filmu został napisany na podstawie książki Mari Sandoz, która ukazała się w roku 1953. Przedstawia autentyczne wydarzenia z 1878 roku.
Film był ostatnim westernem nakręconym przez Johna Forda, który ogłosił, że jest poświęcony Indianom Ameryki Północnej prześladowanym przez rząd Stanów Zjednoczonych i w niewłaściwym świetle przedstawianym we wcześniejszych filmach, także reżyserowanych przez niego. Film, który kosztował ponad 4 mln USD, odniósł relatywnie niewielki sukces, a dystrybutorowi (Warner Bros.) nie przyniósł zwrotu poniesionych nakładów.

## Treść
Rok 1878. Szejeni, zmuszeni do życia w rezerwacie, są trapieni przez głód i choroby. Lekceważeni przez władze decydują się na powrót na dawne swe tereny łowieckie w stanie Wyoming. Potajemnie opuszczają rezerwat. Władze uznają to za rebelię i nakazują sympatyzującemu z Indianami kapitanowi wojsk federalnych Thomasowi Archerowi (postać fikcyjna) pościg za uciekinierami.

## Obsada
- Ricardo Montalbán – wódz Mały Wilk
- Gilbert Roland – wódz Tępy Nóż
- Carroll Baker – Deborah Wright
- Richard Widmark – kapitan Thomas Archer
- Karl Malden – kapitan Oscar Wessels
- Edward G. Robinson – sekretarz
- John Carradine – major Jeff Blair
- Sal Mineo – Czerwona Koszula
- Dolores del Río – jego matka, „Hiszpanka”
- Arthur Kennedy – Doc Holliday
- James Stewart – szeryf Wyatt Earp
- Mike Mazurki – st. wachmistrz Wichowski

## Nagrody i nominacje
37. ceremonia wręczenia Oscarów
- Najlepsze zdjęcia – film kolorowy – William H. Clothier (nominacja)

22. ceremonia wręczenia Złotych Globów
- Najlepszy aktor drugoplanowy – Gilbert Roland (nominacja)